# Matthew Hauser
Matthew Hauser (Maryborough, 3 de abril de 1998) es un deportista australiano que compite en triatlón.
Ganó dos medallas de oro en el Campeonato Mundial de Triatlón por Relevos Mixtos, en los años 2017 y 2025, y dos medallas en el Campeonato de Oceanía de Triatlón, en los años 2021 y 2024.
Participó en dos Juegos Olímpicos de Verano, ocupando el noveno lugar en Tokio 2020 (relevo mixto) y el séptimo en París 2024 (individual).

## Palmarés internacional
| Campeonato Mundial por Relevos Mixtos | Campeonato Mundial por Relevos Mixtos | Campeonato Mundial por Relevos Mixtos | Campeonato Mundial por Relevos Mixtos |
| Año                                   | Lugar                                 | Medalla                               | Prueba                                |
| ------------------------------------- | ------------------------------------- | ------------------------------------- | ------------------------------------- |
| 2017                                  | Hamburgo (Alemania)                   | Medalla de oro                        | Relevo mixto                          |
| 2025                                  | Hamburgo (Alemania)                   | Medalla de oro                        | Relevo mixto                          |
| Campeonato de Oceanía                 |                                       |                                       |                                       |
| Año                                   | Lugar                                 | Medalla                               | Prueba                                |
| 2021                                  | Port Douglas (Australia)              | Medalla de plata                      | Individual                            |
| 2024                                  | Taupo (Nueva Zelanda)                 | Medalla de oro                        | Individual                            |